# Coco Vandeweghe
Coco Vandeweghe, nata Colleen Mullarkey (New York, 6 dicembre 1991), è un'ex tennista statunitense.
Raggiunge il suo best ranking il 15 gennaio 2018, spingendosi fino alla posizione nº 9, e la posizione nº 18 nel doppio il 24 ottobre 2016. In singolare nei Grande Slam è arrivata in due semifinali nel singolare dell'Australian Open 2017 e dell'US Open 2017, due finali all'Australian Open 2016 e all'US Open 2016 nel doppio misto, mentre in doppio femminile si è aggiudicata il primo Slam agli US Open 2018. In carriera ha vinto sei titoli WTA, due in singolare e quattro in doppio.

## Biografia
Coco Vandeweghe è figlia di Tauna Vandeweghe, nuotatrice olimpionica a Los Angeles nel 1976, e del suo allora marito Robert Mullarkey. I suoi nonni materni erano la modella Colleen Kay Hutchins e il cestista Ernie Vandeweghe. Suo zio, fratello della madre, è il cestista Kiki Vandeweghe, mentre suo prozio era il cestista Mel Hutchins.

## Carriera

### 2008-2015: gli inizi, primo titolo WTA, quarti a Wimbledon
Vinse l'US Open 2008 - Singolare ragazze sconfiggendo in finale Gabriela Paz-Franco, con il risultato di 7–6(3), 6–1. Lo stesso anno al torneo di Wimbledon 2008 - Singolare ragazze venne eliminata da Jade Windley, mentre giocò in coppia con Tamaryn Hendler senza buoni risultati nel doppio. L'anno dopo, nel 2009, con Petra Martić ha partecipato al Sony Ericsson Open 2009 - Doppio femminile senza superare le fasi eliminatorie, mentre venne eliminata al primo turno da Carla Suárez Navarro nel singolare. Nel 2010 ha ottenuto i suoi migliori risultati, raggiungendo i quarti di finale ai torneo WTA di San Diego e Tokyo, in entrambe le occasioni partendo dalle qualificazioni. 
Questi exploit le consentirono di portarsi a ridosso delle prime 100 del mondo. In virtù di questa crescita, Mary Joe Fernández decise di convocarla per la finale di Fed Cup contro l'Italia. Il 21 giugno 2014 vinse il primo titolo WTA al Topshelf Open di S'Hertogenbosch, battendo in finale la cinese Zheng Jie con il punteggio di 6–2, 6–4. A Wimbledon 2015 raggiunse per la prima volta in carriera i quarti di finale, dopo aver battuto in sequenza Anna Karolina Schmiedlova, Karolina Pliskova, Samantha Stosur e Lucie Safarova prima di perdere da Marija Sharapova. Nel 2015 raggiunse i quarti di finale a Wimbledon.

### 2016: secondo titolo WTA e due finali nei Grand Slam in doppio misto
Prese parte all'Auckland Open da 6º testa di serie; ma, ottenuto il bye bye, deluse le aspettative perdendo al secondo turno contro Irina Falconi. A Sydney non fece meglio: stavolta venne sconfitta da Jelena Janković. All'Australian Open fu battuta dalla connazionale Madison Brengle. In doppio misto, insieme a Horia Tecău, arrivò alla sua prima finale in un Grand Slam. Qui furono sconfitti dalle 5º teste di serie, Vesnina/Soares, per 4–6, 6–4, [5–10]. Partecipò al Dubai Tennis arrivando ai quarti finale superando Karolína Plíšková per 7–6, 6–1, e Kristina Mladenovic per 7–5, 3–6, 6–4, per poi perdere contro Elina Svitolina per 2–6 nel terzo set. Al Qatar Total Open sconfisse Kirsten Flipkens e Belinda Bencic, perdendo al terzo turno da Andrea Petković. Nei tornei WTA Mandatory arriva in entrambi al terzo turno. Ad Indian Wells superò Kiki Bertens e Svetlana Kuznecova. Si arrese alla testa di serie nº 19, Jelena Janković, la quale le lasciò solamente un game. A Miami superò la connazionale Samantha Crawford, l'iberica Carla Suárez Navarro, testa di serie nº 6, per poi essere sconfitta da, Monica Niculescu. A Madrid venne eliminata al primo turno dall'11º testa di serie, Lucie Šafářová. Agli Internazionali d'Italia a Roma non fa meglio, estromessa da Venus Williams. 

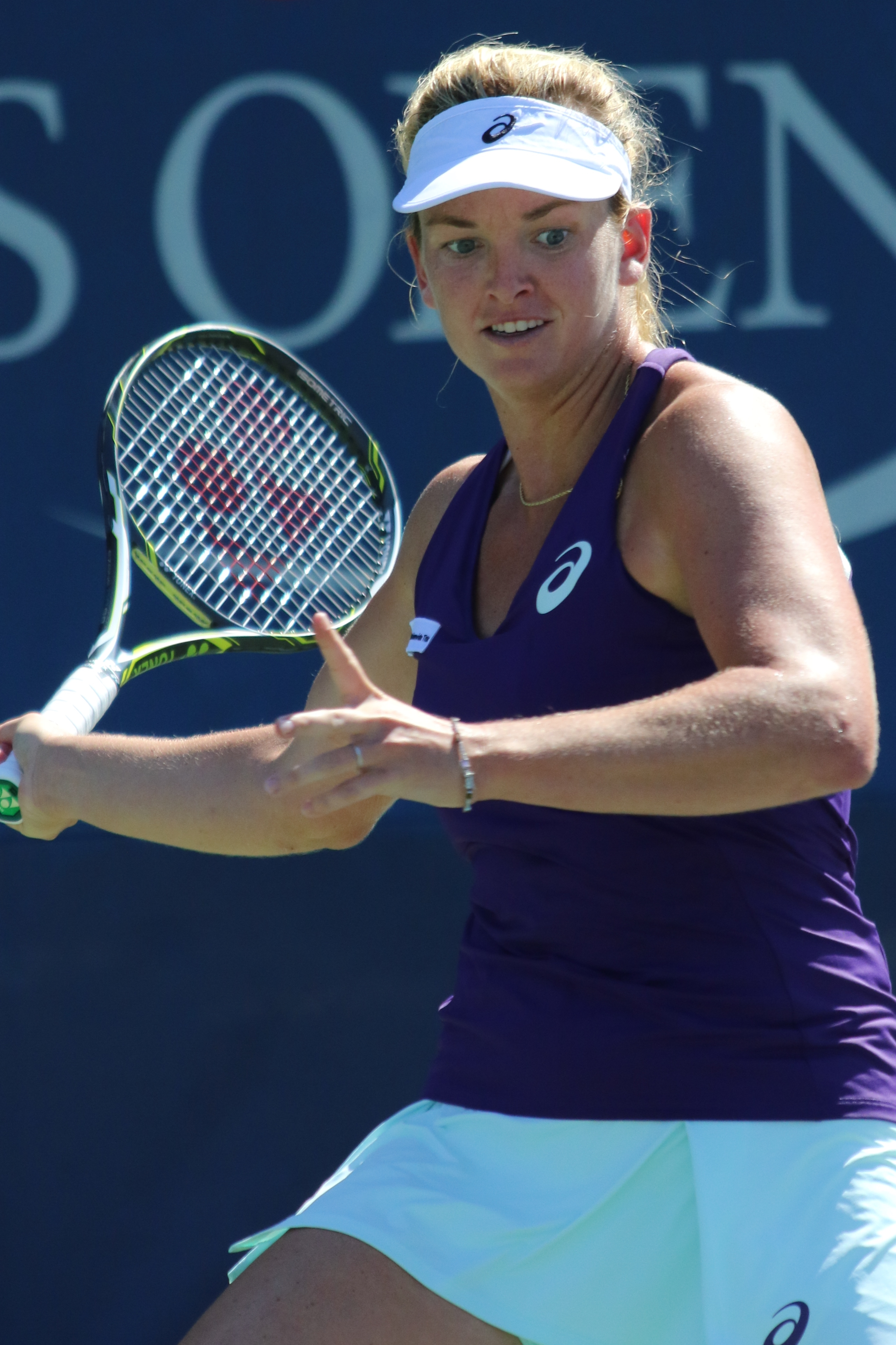
Vandeweghe all'US Open 2016.

Prese parte al Roland Garros: al primo turno superò Naomi Broady, ma perse nel turno successivo contro Irina-Camelia Begu. Il 12 giugno, ottenne il secondo titolo WTA della carriera nuovamente al Ricoh Open di 's-Hertogenbosch, dov' era testa di serie numero 6. Nella finale, in cui arrivò sena perdere un set, sconfisse Kiki Mladenovic per 7–5, 7–5. Arrivò in semifinale nel torneo successivo, il DFS Classic di Birmingham. Qui eliminò la testa di serie nº 1, Agnieszka Radwańska, Christina McHale e Yanina Wickmayer. Venne rimontata nel turno successivo da Barbora Strýcová. 
Si presentò a Wimbledon dove raggiunse per la prima volta i quarti di finale dopo aver eliminato in ordine Kateryna Bondarenko, Tímea Babos, Roberta Vinci, testa di serie nº 6. Si arrese ad Anastasija Pavljučenkova. Nel torneo di Stanford era 4º testa di serie ricevendo un bye. Superò al terzo set Nicole Gibbs; si ritirò nei quarti di finale contro Alison Riske. Alle Olimpiadi giocò solamente in doppio in coppia con Bethanie Mattek-Sands. Dopo che ebbero sconfitto nettamente la coppia spagnola Medina Garrigues/Parra Santonja con un doppio 6–1, persero contro le svizzere Bacsinszky/Hingis.A Cincinnati non brillò perdendo nel secondo turno contro la 4º testa di serie, Garbiñe Muguruza, dopo che aveva superatp nel primo turno Sara Errani.
Nell'ultimo Grand Slam della stagione venne sconfitta a sorpresa da Naomi Ōsaka al primo turno. Nel doppio misto, insieme a Rajeev Ram, raggiunse la seconda finale dell'anno in uno Slam. Qui persero contro la coppia formata da Pavić/Siegemund. In coppia con Martina Hingis era testa di serie nº 6 nel doppio femminile e insieme giunsero in semifinale davanti alle future campionesse, nonché 1º teste di serie, Mladenovic/Garcia, le quali le superano con un risultato di 3–6, 4–6. Nel tour asiatico venne sconfitta al primo turno di Tokyo da Elina Svitolina. Non fece meglio né al torneo di Wuhan o a quello di Pechino. Nel primo venne sconfitta all'esordio da Kristina Mladenovic; mentre nel successivo venne estromessa da Caroline Wozniacki.

### 2017: semifinale all'Australian Open e US Open

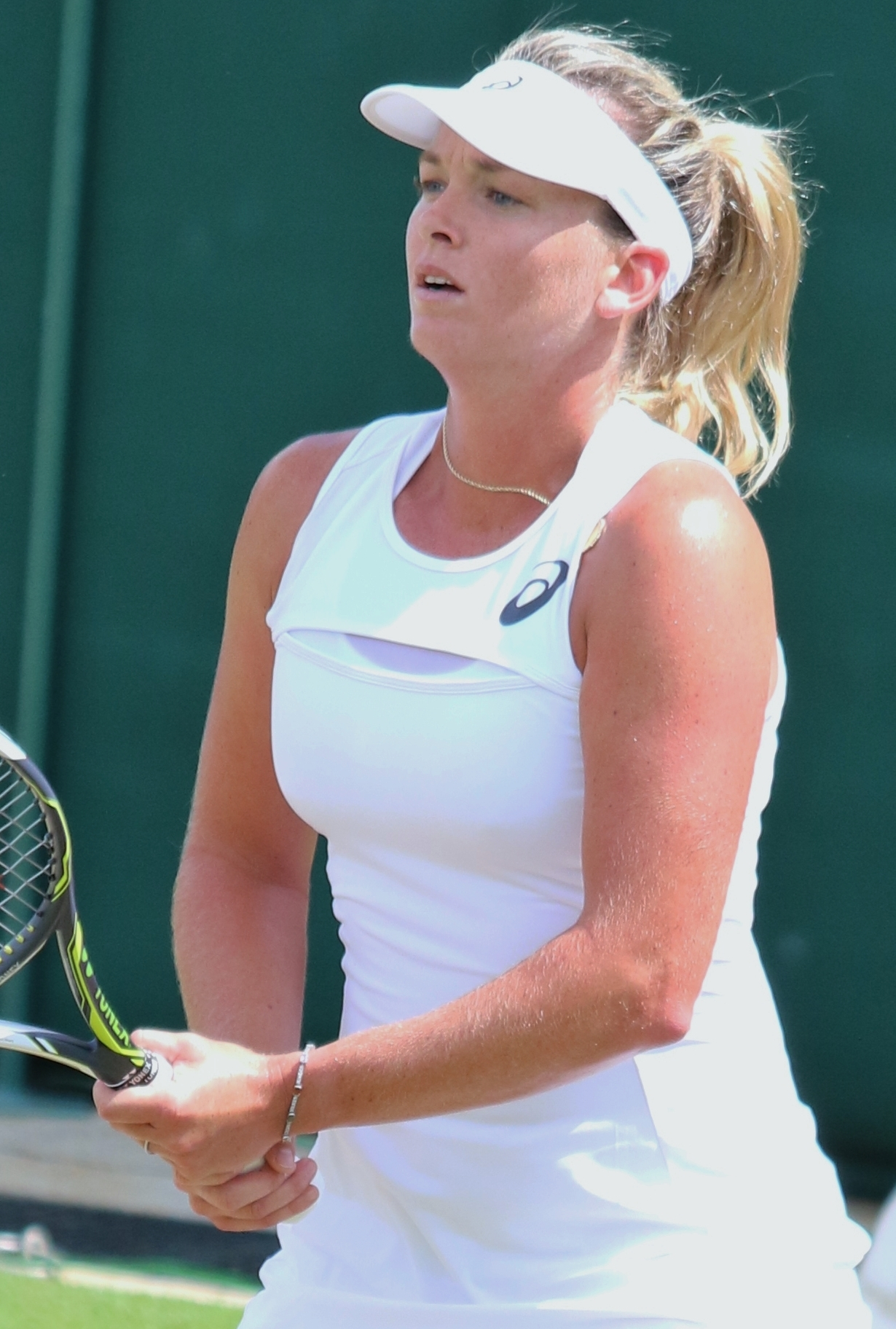
Coco a Wimbledon 2017

Iniziò la nuova stagione presentandosi a Sydney. Al primo turno affrontò Elena Vesnina, la quale si ritirò su un risultato di 6–2 4–0 per la Vandeweghe. Nel turno successivo perse a sorpresa da Duan Yingying. All'Australian Open arrivò per la prima volta in carriera in semifinale in un Grand Slam. Sconfisse in ordine: Roberta Vinci, Pauline Parmentier, Eugenie Bouchard, Angelique Kerber, campionessa in carica e testa di serie nº 1, per 6–2, 6–3; Garbiñe Muguruza, 7º testa di serie. Fu costretta ad arrendersi a Venus Williams. A Dubai venne eliminata da Alison Riske. Negli USA non andò oltre il secondo turno. Agli Indiam Wells venne estromessa da Lucie Šafářová. A Miami fu fermata da Jana Čepelová. Prese poi parte allo Stoccarda Open dove superò in due tie break Jeļena Ostapenko, ma nel turno successivo perse dalla 2ª testa di serie, Karolína Plíšková. Sul terreno spagnolo a Madrid raggiunse i quarti di finale superando prima Anett Kontaveit, poi Laura Siegemund, quindi Carla Suárez Navarro, per poi arrendersi davanti alla nº 3, Simona Halep, la quale le lasciò solamente due giochi.
Nel secondo Grand Slam della stagione, al Roland Garros, venne estromessa subito da Magdaléna Rybáriková per 1–6, 4–6. Al Ricoh Open, da campionessa in carica, ma la sua corsa verso la difesa del titolo venne fermata al primo turno da Carina Witthöft. In doppio, invece, in coppia con Xenia Knoll, raggiunse la semifinale. Si spinse fino ai quarti di finale nel Birmingham Classic, dove superò senza problemi Christina McHale e Johanna Konta . Nel turno seguente fu costretta al ritiro contro Garbiñe Muguruza su un punteggio di un set ciascuna. 
A Wimbledon arrivò per la prima volta in carriera ai quarti di finale. Inizia il percorso eliminando Mona Barthel, Tatjana Maria, Riske e Wozniacki, per concluderlo contro, di nuovo come nello Slam precedente, Magdaléna Rybáriková. Nello Stanford Classic approfittò del ritiro di Ajla Tomljanović, prima di battere Nicole Gibbs, Anastasija Pavljučenkova, e Catherine Bellis. Il 6 agosto raggiune la sua quarta finale in carriera, ma non riuscì a vincere il trofeo, conquistato della connazionale Madison Keys. In coppia con Abigail Spears vinse il suo secondo torneo WTA in doppio sulla coppia Rosolska/Cornet battendole per 6–2, 6–3. A Montréal venne sconfitta dalla 10ª testa di serie, Agnieszka Radwańska. Nemmeno a Cincinnati fece meglio, stavolta per mano di nuovo di Madison Keys.
Nell'US Open si spinse fino alla sua seconda semifinale di un Grand Slam, eliminando Riske, Jabeur, Radwańska, Šafářová e Karolína Plíšková. In semifinale si arrese ancora a Madison Keys. Anche nel doppio misto, in coppia con Horia Tecău, arrivò in semifinale contro la coppia Murray/Hingis. Giocò il China Open dove, superata agevolmente Donna Vekić, si ritirò contro Dar'ja Gavrilova. Al Kremlin Cup, da 2º testa di serie, venne eliminata da Lesja Curenko al secondo turno dopo aver ottenuto un bye. Grazie al ranking raggiunto partecipò al WTA Elite Trophy, master di seconda fascia di fine anno per il circuito femminile. Nella fase a gironi vinse entrambi i match conto Peng Shuai ed Elena Vesnina; in semifinale estromise Ashleigh Barty con un doppio 6–3; mentre in finale viene sconfitta da Julia Görges per 5–7, 1–6.

### 2018: sesta finale in singolare e Top 10, vittoria agli US Open in doppio

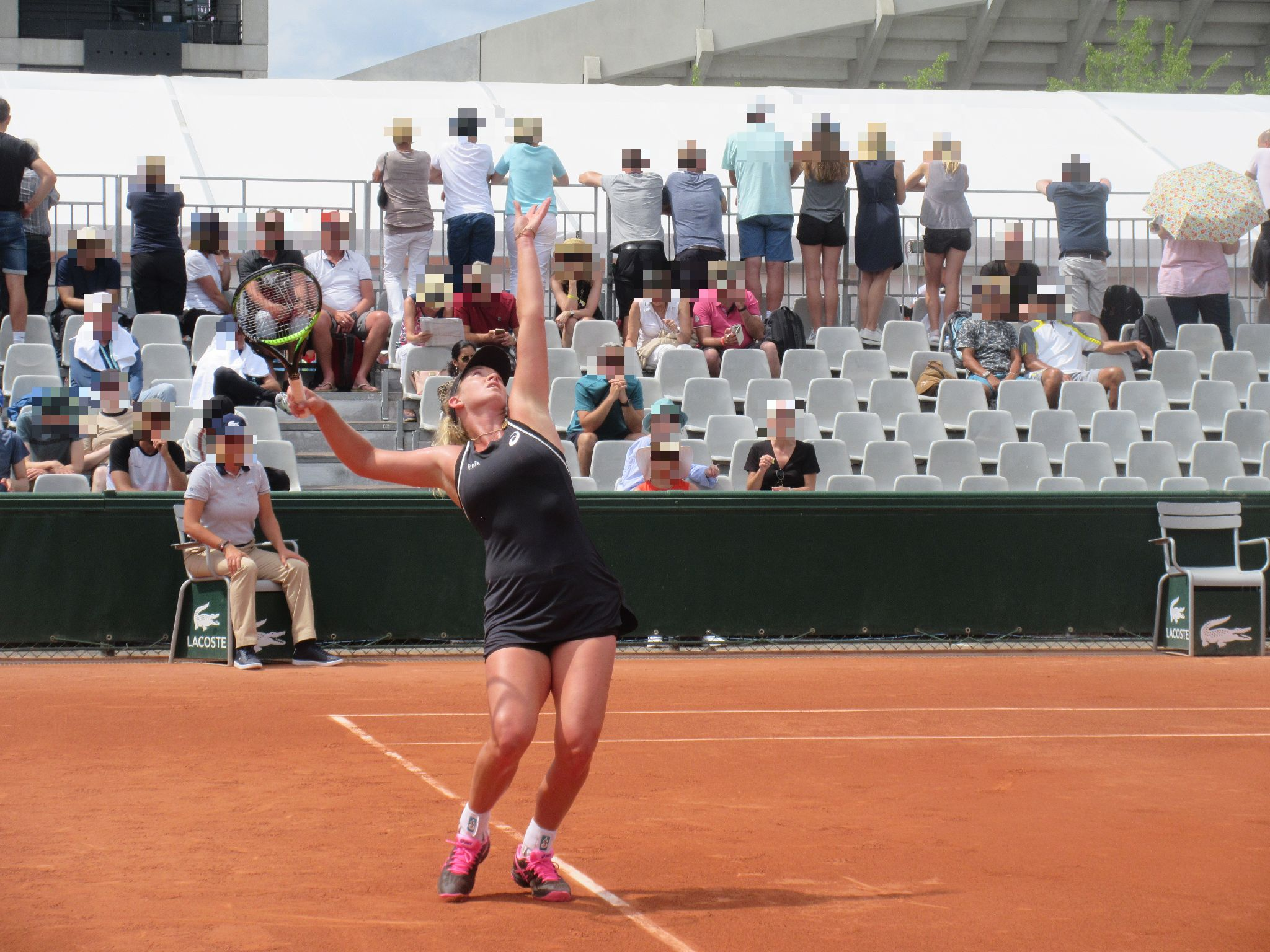
Coco al servizio durante il Roland Garros 2018

Il 9 gennaio, diventò la nona tennista del ranking, entrando per la prima volta nella top 10 della classifica WTa. Iniziò l'anno giocando all'Australian Open senza riuscire a difendere la semifinale guadagnata l'anno precedente. Al primo turno venne infatti fermata da Tímea Babos. Si presentò agli Indian Wells come testa di serie nº 17. Qui superò Kaia Kanepi, per poi perdere contro Maria Sakkarī. A Miami venne fermata al secondo turno, dopo un bye, dalla futura finalista, Danielle Collins. Il 1º aprile, in coppia con Ashleigh Barty, vinse il suo terzo titolo WTA in doppio eliminando in finale la coppia Krejčíková/Siniaková per 6–2, 6–1. A Stoccarda raggiunse la sua sesta finale nei tornei WTA, eliminando in ordine: Stephens, testa di serie n°7; Laura Siegemund, Simona Halep, testa di serie nº 1 e nº 1 del ranking, per 6–4, 6–1, Caroline Garcia. In finale incontrò Karolína Plíšková, testa di serie nº 5, contro la quale perse per 6(2)–7, 4–6. Venne estromessa nel primo turno da Mladenovic a Madrid. In doppio, insieme ad Ashleigh Barty, raggiunse i quarti di finale, sconfitte dalla coppia Mladenovic/Babos. Negli Internazionali d'Italia venne nettamente battuta da Anett Kontaveit, la quale le lasciò solamente due games. Nello Slam parigino estromise con un doppio 6–4 Laura Siegemund, per poi essere rimontata da Tsurenko. Raggiunse la semifinale a s-Hertogenbosch imponendosi su Aljaksandra Sasnovič, Arantxa Rus e Riske; si arrese ad Aleksandra Krunić dopo un match lottato (6–2, 6(4)–7, 6(1)–7). A Birmingham e a Wimbledon non va oltre il primo turno perdendo rispettivamente contro Martić e Siniaková. Nel torneo di Cincinnati venne nettamente eliminata da Kiki Bertens per 2–6, 0–6; mentre a New Haven si ritirò nel terzo set contro Magdaléna Rybáriková. Non fece meglio agli US Open dove venne fermata da Kirsten Flipkens. Non riuscendo a difendere la semifinale raggiunta l'anno precedente, precipitò in classifica di oltre 20 posizioni, arrivando al 49º posto. Terminò la stagione con tre sconfitte consecutive all'esordio a Tokyo, Wuhan e Pechino. A causa di questo finale di stagione negativo, esce dalla top-100, concludendo alla 104ª posizione del ranking mondiale.

### 2019: infortunio alla caviglia e rientro
A causa di un infortunio alla caviglia destra fu costretta a saltare i primi 7 mesi della stagione. Rientrò nel circuito a fine luglio a San Josè, dove, da nº 636 del mondo, riuscì a ritornare alla vittoria contro Marie Bouzková (6–2, 6–4) prima di cedere alla futura finalista Aryna Sabalenka. In seguito, accettò 3 wild-card per Cincinnati, il Bronx Open e lo US Open: in tutte le circostanze, uscì all'esordio, senza conquistare alcun set. In settembre, arrivò in finale nell'ITF di Templeton, dove perse dalla connazionale Shelby Rogers. L'americana colse la finale nel WTA 125 di Houston, dove si arrese all'unica top-100 incontrata nel cammino, Kirsten Flipkens.
Chiuse la stagione tra le prime 350 del mondo, in posizione nº 332.

### 2020: infortunio al dito
Iniziò la stagione ad Auckland, dove non superò le qualificazioni. Anche ad Adelaide tentò le qualificazioni: sconfiggendo Jasmine Paolini prima di cedere a Bernarda Pera in tre set. Ricevette una wild-card per disputare l'Australian Open, il primo slam disputato dallo US Open 2018: Vandeweghe venne eliminata subito da Siegemund. Nel WTA 125 di Newport Beach l'americana ottenne i quarti di finale senza perdere set contro Osorio Serrano, Kiick, e Gibbs; tra le ultime otto, venne superata da Taylor Townsend. Dopo due sconfitte all'esordio ad Acapulco e nel WTA 125 di Indian Wells, il circuito WTA è costretto a fermarsi da marzo ad agosto per via della pandemia di COVID-19. Tuttavia, Vandeweghe non disputerà alcun match nel 2020, in quanto si infortunò a un dito a causa di un bizzarro incidente domestico.

### 2021: semifinale a Birmingham, ritorno in top 200
L'americana rientrò nel circuito a marzo a Guadalajara, dove rimediò una sconfitta all'esordio contro Mihaela Buzarnescu. Non andò meglio a Monterrey e nelle qualificazioni per Miami. A Charleston diede il via alla parte di stagione sul rosso grazie a una wild-card, venne battuta da Lauren Davis, settima testa di serie. In seguito prese parte alle qualificazioni del Roland Garros dove eliminò Kristie Ahn prima di cedere a Gasanova in tre set. Sull'erba si qualificò per il main-draw di Nottingham battendo Melnikova; al primo turno uscì contro Oceane Dodin. In seguito, partecipò al torneo di Birmingham dove passò i due turni preliminari con i successi su Dabrowski e su Kozlova. Al primo turno dle main-draw estromise Kristýna Plíšková, mentre al secondo turno rimontò Ajla Tomljanovic, ritrovando i quarti di finale in un torneo WTA di questo livello dopo tre anni: nella circostanza, sconfisse Marie Bouzková per 6–4, 6–4, tornando così a battere una top-50; arrivò in semifinale, dove si arrese a Dar'ja Kasatkina. Grazie a questo risultato, Vandeweghe tornò tra le prime 200 del mondo, piazzandosi al 163º posto. A Wimbledon, tornò a vincere in uno Slam dopo 3 anni, da Parigi 2018, prevalendo su Olga Govorcova, il suo torneo terminò al secondo turno, quando venne eliminata da Siniaková per 6–4, 2–6, 2–6. Sul cemento americano, collezionò tre sconfitte all'esordio tra San José, Chicago e US Open. Nel WTA 125 di Columbus, grazie ai successi su Stearns, Zarazúa, e Li, raggiunse la semifinale dove cedette a Xinyu Wang. Chiuse l'anno con il primo turno al WTA 500 di Chicago (sconfitta da Linette) e non passando le qualificazioni per Indian Wells. Terminò l'anno al n°173 del mondo. 

### 2022- 2023: quarto di finale a Charleston. Ritiro
Iniziò la stagione con una semifinale nell'ITF di Bendigo, persa da Kasintseva in tre set. Non passò le qualificazioni all'Australian Open, sconfitta subito da Zheng. Sulla terra di Charleston, non superò le quali, cedendo a Gabriela Lee; tuttavia venne ripescata come lucky-loser: al primo turno, eliminò Gasanova e poi Lauren Davis. Agli ottavi, estromise la n°13 del mondo Jessica Pegula, tornando in un quarto di finale di un WTA 500 dopo 4 anni dall'ultima volta. Nella circostanza, si arrese alla connazionale Amanda Anisimova.
Si ritirò nel 2023 dopo aver partecipato agli US Open e aver preso parte al torneo di San Diego, dove  raggiunse la finale nel doppio assieme alla connazionale Danielle Collins.

## Statistiche WTA

### Singolare

#### Vittorie (2)
| Legenda               |
| --------------------- |
| Grande Slam (0)       |
| Ori Olimpici (0)      |
| WTA Finals (0)        |
| WTA Elite Trophy (0)  |
| Dal 2009 al 2020      |
| Premier Mandatory (0) |
| Premier 5 (0)         |
| Premier (0)           |
| International (2)     |

| N. | Data           | Torneo                          | Superficie | Avversaria in finale | Punteggio |
| 1. | 21 giugno 2014 | Topshelf Open, S'Hertogenbosch  | Erba       | Zheng Jie            | 6–2, 6–4  |
| 2. | 12 giugno 2016 | Ricoh Open, S'Hertogenbosch (2) | Erba       | Kristina Mladenovic  | 7–5, 7–5  |

#### Sconfitte (4)
| Legenda               |
| --------------------- |
| Grande Slam (0)       |
| Argenti Olimpici (0)  |
| WTA Finals (0)        |
| WTA Elite Trophy (1)  |
| Dal 2009 al 2020      |
| Premier Mandatory (0) |
| Premier 5 (0)         |
| Premier (3)           |
| International (0)     |

| N. | Data            | Torneo                                 | Superficie      | Avversaria in finale | Punteggio   |
| 1. | 15 luglio 2012  | Bank of the West Classic, Stanford     | Cemento         | Serena Williams      | 5–7, 3–6    |
| 2. | 6 agosto 2017   | Bank of the West Classic, Stanford (2) | Cemento         | Madison Keys         | 6(4)–7, 4–6 |
| 3. | 5 novembre 2017 | WTA Elite Trophy, Zhuhai               | Cemento (i)     | Julia Görges         | 5–7, 1–6    |
| 4. | 29 aprile 2018  | Porsche Tennis Grand Prix, Stoccarda   | Terra rossa (i) | Karolína Plíšková    | 6(2)–7, 4–6 |

### Doppio

#### Vittorie (4)
| Legenda               |
| --------------------- |
| Grande Slam (1)       |
| Ori Olimpici (0)      |
| WTA Finals (0)        |
| WTA Elite Trophy (0)  |
| Dal 2009 al 2020      |
| Premier Mandatory (2) |
| Premier 5 (0)         |
| Premier (1)           |
| International (0)     |

| N. | Data             | Torneo                             | Superficie | Compagna              | Avversarie in finale                  | Punteggio           |
| 1. | 19 marzo 2016    | BNP Paribas Open, Indian Wells     | Cemento    | Bethanie Mattek-Sands | Julia Görges Karolína Plíšková        | 4–6, 6–4, [10–6]    |
| 2. | 6 agosto 2017    | Bank of the West Classic, Stanford | Cemento    | Abigail Spears        | Alizé Cornet Alicja Rosolska          | 6–2, 6–3            |
| 3. | 1º aprile 2018   | Miami Open, Miami                  | Cemento    | Ashleigh Barty        | Barbora Krejčíková Kateřina Siniaková | 6–2, 6–1            |
| 4. | 9 settembre 2018 | US Open, New York                  | Cemento    | Ashleigh Barty        | Tímea Babos Kristina Mladenovic       | 3–6, 7–6(2), 7–6(6) |

#### Sconfitte (3)
| Legenda               | Legenda      |
| --------------------- | ------------ |
| Grande Slam (0)       |              |
| Argenti Olimpici (0)  |              |
| WTA Finals (0)        |              |
| WTA Elite Trophy (0)  |              |
| Dal 2009 al 2020      | Dal 2021     |
| Premier Mandatory (0) | WTA 1000 (0) |
| Premier 5 (1)         | WTA 1000 (0) |
| Premier (0)           | WTA 500 (2)  |
| International (0)     | WTA 250 (0)  |

| N. | Data              | Torneo                               | Superficie | Compagna          | Avversarie in finale                  | Punteggio |
| 1. | 21 agosto 2016    | Western & Southern Open, Cincinnati  | Cemento    | Martina Hingis    | Sania Mirza Barbora Strýcová          | 5–7, 4–6  |
| 2. | 3 ottobre 2021    | Chicago Fall Tennis Classic, Chicago | Cemento    | Caroline Dolehide | Květa Peschke Andrea Petković         | 3–6, 1–6  |
| 3. | 16 settembre 2023 | Cymbiotika San Diego Open, San Diego | Cemento    | Danielle Collins  | Barbora Krejčíková Kateřina Siniaková | 1–6, 4–6  |

### Doppio misto

#### Sconfitte (2)
| Tornei del Grande Slam  |
| ----------------------- |
| Australian Open (1)     |
| Open di Francia (0)     |
| Torneo di Wimbledon (0) |
| US Open (1)             |
| Argenti Olimpici (0)    |

| N. | Anno             | Torneo                     | Superficie | Compagno    | Avversari in finale        | Punteggio        |
| 1. | 31 gennaio 2016  | Australian Open, Melbourne | Cemento    | Horia Tecău | Elena Vesnina Bruno Soares | 4–6, 6–4, [5–10] |
| 2. | 9 settembre 2016 | US Open, New York          | Cemento    | Rajeev Ram  | Laura Siegemund Mate Pavić | 4–6, 4–6         |

## Circuito WTA 125

### Singolare

#### Vittorie (1)
| N. | Data           | Torneo                       | Superficie | Avversaria in finale | Punteggio     |
| 1. | 14 agosto 2022 | Thoreau Tennis Open, Concord | Cemento    | Bernarda Pera        | 6–3, 5–7, 6–4 |

#### Sconfitte (1)
| N. | Data             | Torneo                               | Superficie | Avversaria in finale | Punteggio   |
| 1. | 17 novembre 2019 | Challenger Series - Houston, Houston | Cemento    | Kirsten Flipkens     | 6(4)–7, 4–6 |

### Doppio

#### Vittorie (1)
| N. | Data           | Torneo                       | Superficie | Compagna      | Avversarie in finale               | Punteggio   |
| 1. | 14 agosto 2022 | Thoreau Tennis Open, Concord | Cemento    | Varvara Flink | Peangtarn Plipuech Moyuka Uchijima | 6–3, 7–6(3) |

## Statistiche ITF

### Singolare

#### Vittorie (2)
| Torneo $100.000 (0) |
| Torneo $80.000 (0)  |
| Torneo $75.000 (0)  |
| Torneo $60.000 (0)  |
| Torneo $50.000 (1)  |
| Torneo $25.000 (1)  |
| Torneo $15.000 (0)  |
| Torneo $10.000 (0)  |

| N. | Data           | Torneo                                                    | Superficie | Avversaria in finale | Punteggio |
| 1. | 30 maggio 2010 | USTA LA Tennis Open, Carson                               | Cemento    | Kristie Ahn          | 6–1, 6–3  |
| 2. | 13 giugno 2010 | Hunt Communities USTA Women's Pro Tennis Classic, El Paso | Cemento    | Ryoko Fuda           | 6–2, 6–1  |

#### Sconfitte (4)
| Torneo $100.000 (0) |
| Torneo $80.000 (0)  |
| Torneo $75.000 (1)  |
| Torneo $60.000 (1)  |
| Torneo $50.000 (2)  |
| Torneo $25.000 (0)  |
| Torneo $15.000 (0)  |
| Torneo $10.000 (0)  |

| N. | Data              | Torneo                                      | Superficie  | Avversaria in finale | Punteggio        |
| 1. | 9 giugno 2012     | AEGON Trophy, Nottingham                    | Erba        | Urszula Radwańska    | 1–6, 6–4, 1–6    |
| 2. | 29 settembre 2013 | Lexus of Las Vegas Open, Las Vegas          | Cemento     | Melanie Oudin        | 7–5, 3–6, 3–6    |
| 3. | 2 novembre 2013   | National Bank Challenger Saguenay, Saguenay | Cemento (i) | Ons Jabeur           | 7–6(0), 3–6, 3–6 |
| 4. | 29 settembre 2019 | Central Coast Pro Tennis Open, Templeton    | Cemento     | Shelby Rogers        | 6–4, 2–6, 3–6    |

### Doppio

#### Vittorie (6)
| Torneo $100.000 (0) |
| Torneo $80.000 (0)  |
| Torneo $75.000 (2)  |
| Torneo $60.000 (0)  |
| Torneo $50.000 (4)  |
| Torneo $25.000 (0)  |
| Torneo $15.000 (0)  |
| Torneo $10.000 (0)  |

| N. | Data              | Torneo                                                   | Superficie  | Partner           | Rivali in finale                 | Risultato         |
| 1. | 14 novembre 2010  | Goldwater Women's Tennis Classic, Phoenix                | Cemento     | Tetjana Lužans'ka | Julia Boserup Sloane Stephens    | 7–5, 6–4          |
| 2. | 28 aprile 2013    | Boyd Tinsley Women's Clay Court Classic, Charlottesville | Terra verde | Nicola Slater     | Nicole Gibbs Shelby Rogers       | 6–3, 7–6(4)       |
| 3. | 22 settembre 2013 | Coleman Vision Tennis Championships, Albuquerque         | Cemento     | Eléni Daniilídou  | Melanie Oudin Taylor Townsend    | 6–4, 7–6(2)       |
| 4. | 29 settembre 2013 | Lexus of Las Vegas Open, Las Vegas                       | Cemento     | Tamira Paszek     | Denise Muresan Caitlin Whoriskey | 6–4, 6–2          |
| 5. | 4 novembre 2013   | John Newcombe Women's Pro Challenge, New Braunfels       | Cemento     | Anna Tatišvili    | Asia Muhammad Taylor Townsend    | 3–6, 6–3, [13–11] |
| 6. | 4 giugno 2015     | Aegon Eastbourne Trophy, Eastbourne                      | Erba        | Shelby Rogers     | Jocelyn Rae Anna Smith           | 7–5, 7–6(1)       |

## Grand Slam Junior

### Singolare

#### Vittorie (1)
| Tornei del Grande Slam  |
| ----------------------- |
| Australian Open (0)     |
| Open di Francia (0)     |
| Torneo di Wimbledon (0) |
| US Open (1)             |

| N. | Data             | Torneo            | Superficie | Avversario in finale | Punteggio   |
| 1. | 6 settembre 2008 | US Open, New York | Cemento    | Gabriela Paz         | 7–6(3), 6–1 |

## Risultati in progressione
| V | F | SF | QF | #T | RR | Q# | A | ND |

(V) Torneo vinto; raggiunto (F) finale, (SF) semifinale, (QF) quarti di finale, (#T) turni 4, 3, 2, 1; (RR) round - robin; (Q#) Turno di qualificazione; (A) assente dal torneo; (ND) torneo non disputato.

### Singolare
| Torneo                     | 2008 | 2009 | 2010 | 2011 | 2012 | 2013 | 2014 | 2015 | 2016 | 2017 | V–S   |
| -------------------------- | ---- | ---- | ---- | ---- | ---- | ---- | ---- | ---- | ---- | ---- | ----- |
| Australian Open, Melbourne | A    | A    | 1T   | 1T   | Q1   | 1T   | Q1   | 3T   | 1T   | SF   | 7–6   |
| Open di Francia, Parigi    | A    | A    | A    | 1T   | Q2   | 1T   | 2T   | 1T   | 2T   | 1R   | 2–6   |
| Wimbledon, Londra          | A    | A    | A    | 1T   | 1T   | 1T   | 2T   | QF   | 4T   | QF   | 12–7  |
| US Open, New York          | 1T   | Q1   | 1T   | 2T   | 1T   | 2T   | 2T   | 2T   | 1T   |      | 4–8   |
| Vittorie-sconfitte         | 0–1  | 0–0  | 0–2  | 1–4  | 0–2  | 1–4  | 3–3  | 7–4  | 4–4  | 9–3  | 25–27 |

## Vittorie contro giocatrici Top 10
| Stagione | 2010 | 2011 | 2012 | 2013 | 2014 | 2015 | 2016 | 2017 | 2018 | Totale |
| Vittorie | 1    | 0    | 0    | 0    | 2    | 1    | 4    | 5    | 3    | 16     |

| #    | Giocatrice           | Ranking | Evento                         | Superficie      | Turno | Punteggio           | Rank. CVR |
| ---- | -------------------- | ------- | ------------------------------ | --------------- | ----- | ------------------- | --------- |
| 2010 |                      |         |                                |                 |       |                     |           |
| 1.   | Vera Zvonarëva       | 9       | San Diego Open, San Diego      | Cemento         | 2T    | 2–6, 7–5, 6–4       | 205       |
| 2014 |                      |         |                                |                 |       |                     |           |
| 2.   | Ana Ivanović         | 10      | Canadian Open, Montréal        | Cemento         | 2T    | 6(7)–7, 7–6(7), 6–4 | 51        |
| 3.   | Jelena Janković      | 9       | Canadian Open, Montréal        | Cemento         | 3T    | 7–6(8), 2–6, 7–5    | 51        |
| 2015 |                      |         |                                |                 |       |                     |           |
| 4.   | Lucie Šafářová       | 6       | Torneo di Wimbledon, Londra    | Erba            | 4T    | 7–6(1), 7–6(4)      | 47        |
| 2016 |                      |         |                                |                 |       |                     |           |
| 5.   | Belinda Bencic       | 7       | Qatar Ladies Open, Doha        | Cemento         | 2T    | 6-4, 6–2            | 43        |
| 6.   | Carla Suárez Navarro | 6       | Miami Open, Miami              | Cemento         | 2T    | 6–4, 6–2            | 38        |
| 7.   | Agnieszka Radwańska  | 3       | Birmingham Classic, Birmingham | Erba            | 1T    | 7–5, 4–6, 6–3       | 32        |
| 8.   | Roberta Vinci        | 7       | Torneo di Wimbledon, Londra    | Erba            | 3T    | 6–3, 6–4            | 30        |
| 2017 |                      |         |                                |                 |       |                     |           |
| 9.   | Angelique Kerber     | 1       | Australian Open, Melbourne     | Cemento         | 4T    | 6–2, 6–3            | 35        |
| 10.  | Garbiñe Muguruza     | 7       | Australian Open, Melbourne     | Cemento         | QF    | 6–4, 6–0            | 35        |
| 11.  | Johanna Konta        | 7       | Birmingham Classic, Birmingham | Erba            | 2T    | 6–1, 6–3            | 30        |
| 12.  | Caroline Wozniacki   | 6       | Torneo di Wimbledon, Londra    | Erba            | 4T    | 7–6(4), 6–4         | 25        |
| 13.  | Karolína Plíšková    | 1       | US Open, New York              | Cemento         | QF    | 7–6(4), 6–3         | 22        |
| 2018 |                      |         |                                |                 |       |                     |           |
| 14.  | Sloane Stephens      | 9       | Stuttgart Open, Stoccarda      | Terra rossa (i) | 1T    | 6–1, 6–0            | 16        |
| 15.  | Simona Halep         | 1       | Stuttgart Open, Stoccarda      | Terra rossa (i) | QF    | 6–4, 6–1            | 16        |
| 16.  | Caroline Garcia      | 7       | Stuttgart Open, Stoccarda      | Terra rossa (i) | SF    | 6–4, 6–2            | 16        |